# Manikganj
Pour les articles homonymes, voir Manikganj (homonymie).
Manikganj est une ville du Bangladesh située dans le district du même nom et dans la division de Dhâkâ.